# União das Freguesias de Braga (São José de São Lázaro e São João do Souto)
Die União das Freguesias de Braga (São José de São Lázaro e São João do Souto) ist eine portugiesische Gemeinde (Freguesia) im Kreis (Concelho) Braga, Distrikt Braga, im Nordwesten Portugals.

## Geschichte
Die Gemeinde entstand im Zuge der Gebietsreform vom 29. September 2013 durch die Zusammenlegung der ehemaligen Gemeinden São José de São Lázaro und São João do Souto.
Braga wurde Sitz der neuen Verwaltung.

## Demographie

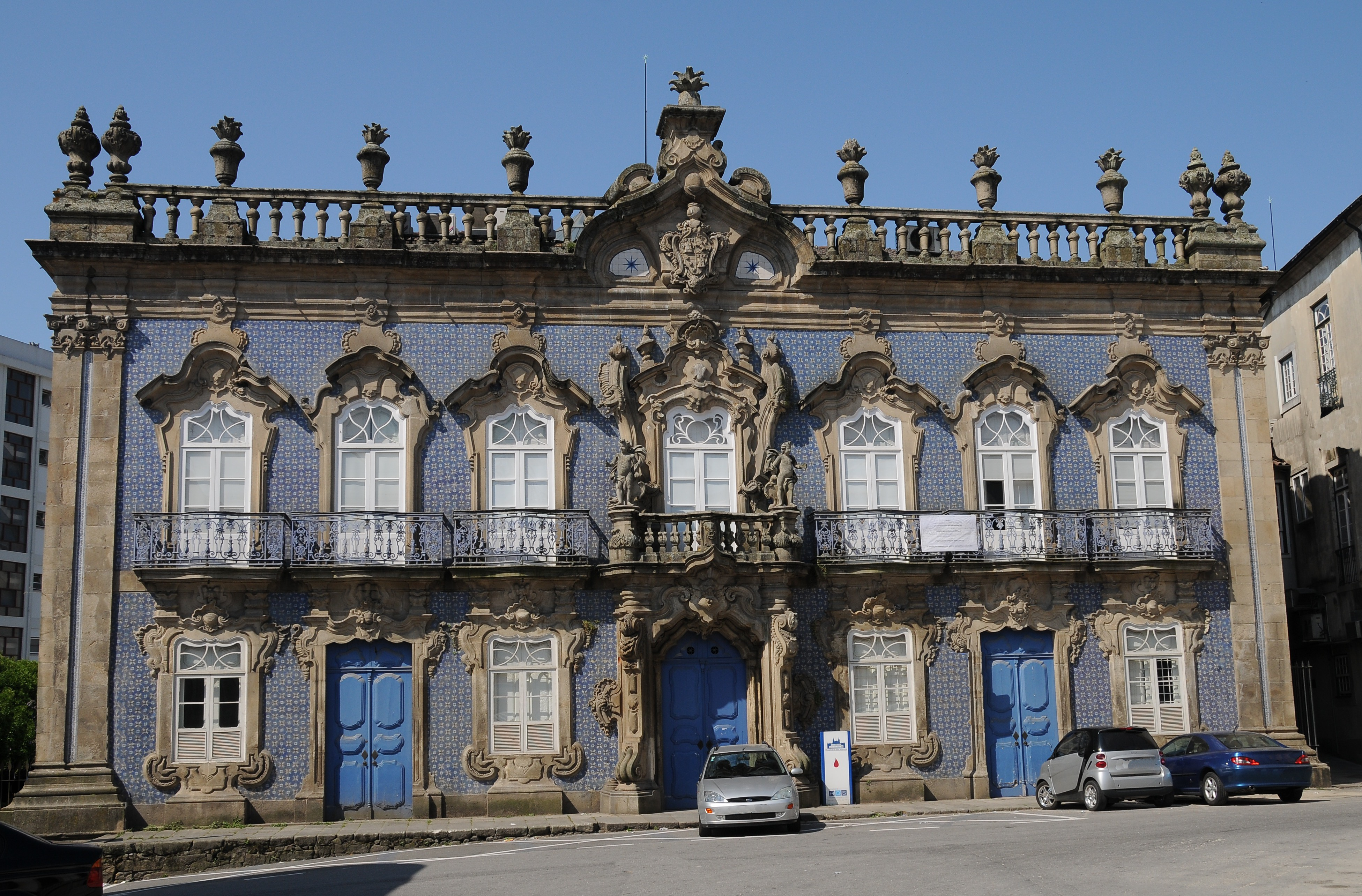
Palácio do Raio in São José de São Lázaro

| Freguesia | Freguesia                                          | Freguesia | Freguesia       | ehemalige Freguesias | ehemalige Freguesias   | ehemalige Freguesias | ehemalige Freguesias |
| --------- | -------------------------------------------------- | --------- | --------------- | -------------------- | ---------------------- | -------------------- | -------------------- |
| Wappen    | Freguesia                                          | Einwohner | Fläche in (km²) | Wappen               | Freguesia              | Einwohner            | Fläche in (km²)      |
|           | Braga (São José de São Lázaro e São João do Souto) | 14791     | 2,43            |                      | São José de São Lázaro | 13569                | 2,17                 |
|           | Braga (São José de São Lázaro e São João do Souto) | 14791     | 2,43            | São João do Souto    | 725                    | 0,26                 |                      |